# الإمبراطورية البيزنطية تحت حكم السلالة الليونية
حكمت سلالة ليو الإمبراطورية الرومانية الشرقية من عام 457 بعد الميلاد، عند صعود ليو الأول إلى الحكم حتى وفاة أناستاسيوس الأول عام 518. تزامن حكم أسرة ليو مع الانحدار السريع للإمبراطورية الرومانية الغربية وانهيارها ثم سقوطها في النهاية. بعد سقوط الإمبراطورية الغربية، ألغى الإمبراطور زينون منصب الإمبراطور الروماني الغربي وأعلن نفسه الإمبراطور الروماني الوحيد. استمرت الإمبراطورية الرومانية الشرقية لعدة قرون أخرى، واستخدمت السلالات اللاحقة كميات كبيرة من الموارد محاولةً استعادة المقاطعات الغربية.
حكمت سلالة ليو الإمبراطورية الرومانية الغربية أيضًا من عام 474 حتى إلغائها عام 480 بعد الميلاد.

## ليو الأول وليو الثاني (457-474)
عقب وفاة مارقيان وانتهاء السلالة الثيودوسيوسية، وُضع ليو الأول على العرش من قبل الجنرال الألاني أسبار، الذي شغل منصب القائد الأعلى للجيش الروماني الشرقي وتمتع بدور مشابه لدور ريسيمر في الإمبراطورية الرومانية الغربية، وهو دور تعيين الأباطرة الصوريّين. ظن أسبار أن ليو الأول سيكون دمية ضعيفة بيده، لكن بدأ ليو بالاستقلال عنه شيئًا فشيئًا، وبعد مقتل أسبار وابنه أردابور في أعمال شغب عام 471، عادت الإمبراطورية الشرقية تحت السيطرة الرومانية الكاملة، وبقيت كذلك لعدة قرون لاحقة.
بحلول الوقت الذي صعد فيه ليو إلى الحكم، كانت الإمبراطورية الرومانية الغربية قد انهارت بالكامل تقريبًا. على الرغم من أنها تمتعت باستعادتها للسلطة لفترة قصيرة تحت حكم الإمبراطور ماجوريان، أصبح الغرب محصورًا في شمال بلاد الغال وإيطاليا وأجزاء من إيليريا بحلول أواخر ستينيات القرن الخامس. حاول ليو غزو شمال أفريقيا مجددًا واستردادها من الوندال. باءت الحملة بالفشل وبقي شمال أفريقيا خارج سيطرة الإمبراطورية حتى عهد جستينيان الأول في بدايات القرن السادس.
كان ليو الأول أول إمبراطور يُتوجه بطريرك القسطنطينية، لا قائدٌ عسكري، ممثلًا التسلسل الهرمي الكنسي. أصبح هذا التغيير دائمًا في النهاية وحلت الطبيعة الدينية للتتويج محل النسخة العسكرية تمامًا في العصور الوسطى.
كشرط للتحالف مع الإيساوريين، زوّج ليو ابنته أريادني لتاراسيكوديسا، الذي أطلق على نفسه اسم زينون، عام 466. ورث ابن أريادني وزينون، المدعو ليو الثاني، العرش بعد وفاة ليو الأول عام 474، لكنه توفي بعد حكمه لمدة 11 شهرًا فقط وخلفه زينون في الحكم.

## زينون وباسيليسكيوس (474-491)
شهد عهد زينون نهاية الإمبراطورية الرومانية الغربية. يعد تأريخ النهاية موضوعًا مثيرًا للجدل إلى حد ما. يعتبر البعض عام 476 تاريخ سقوطها، أي في بدايات عهد زينون، حين أسقط الجنرال الروماني الجرماني أودواكر الإمبراطور الغربي الإسميّ رومولوس أوغستولوس، ورفض استبداله بإمبراطور اسميّ آخر. قبل أودواكر يوليوس نيبوس، الإمبراطور الغربي المخلوع سابقًا المدعوم من قبل زينون، ملكًا على الغرب وعمل نائبًا عنه في إيطاليا. لم يعد نيبوس إلى إيطاليا لكنه استمر في حكمه كإمبراطور غربي من دالماسيا حتى وفاته عام 480.
بعد وفاة يوليوس نيبوس، أصبح زينون ملكًا على أودواكر ولم يعيّن إمبراطورًا غربيًا آخر بل أعلن نفسه الإمبراطور الوحيد للإمبراطورية الرومانية، وأعاد توحيد الغرب والشرق قانونيًا لأول مرة منذ 85 عامًا. ولم يُقسّم المنصب مرة أخرى.
مع تنامي استقلالية أودواكر، أجرى زينون مفاوضات مع ثيودوريك العظيم، ملك القوط الشرقيين المستقرين في مويسيا. أرسل زينون الملك القوطي إلى إيطاليا بصفته القائد العسكري الأعلى («القائد العام لإيطاليا»). بعد سقوط أودواكر عام 493، حكم ثيودوريك، الذي عاش في القسطنطينية خلال شبابه، إيطاليا بمفرده. بالتالي، من خلال اقتراح غزو ثيودوريك لإيطاليا وضمها لمملكته القوطية الشرقية، حافظ زينون على سيادة رمزية على الأقل في الأرض الغربية وخلص الإمبراطورية الشرقية من التبعية الصعبة.
أسقط باسيليكيوس زينون عن الحكم لفترة وجيزة عام 475، دام ذلك عشرين شهرًا، لكن استعاد زينون عرشه وسجن باسيليسكيوس وعائلته في خزان أرضي جاف، تاركًا إياهم ليموتوا فيه.